# Carlos Villarías
Carlos Villarías Llano (Córdoba, 7 de julio de 1892-Los Ángeles, California, 27 de abril de 1976), conocido como Carlos Villar, fue un actor español. Es conocido por ser el protagonista de la versión rodada en castellano del primer Drácula (1931) sonoro producido por la Universal. Aunque los principales personajes de su carrera los realizó en la industria de Hollywood también interpretó papeles en películas españolas, mexicanas o británicas.

## Biografía y carrera
Hijo de un general del ejército español en sus primeros años su familia realizó frecuentes cambios de residencia. Cursó sus primeros estudios en San Sebastián y completó la carrera de Derecho en la Universidad de Valladolid. Pese a que llegó a abrir bufete propio pronto abandona la abogacía para dedicarse al teatro, pasando por modestas compañías de zarzuela y opereta hasta que decide probar fortuna en París, donde canta con éxito en La Gaité Lyrique. Tras recibir buenas críticas en Italia, desde su debut en el Teatro Víctor Manuel de Turín, recorre el país en los meses anteriores al estallido de la Primera Guerra Mundial en Europa.
Villarías decide emigrar a los Estados Unidos el 13 de marzo de 1915 y su perfecto dominio del inglés llama la atención del actor y empresario Lou Tellegen que le propone incorporarse a su compañía dramática. Forma parte del grupo fundador del Teatro Español de Nueva York, en cuya inauguración representa el drama de Angel Guimerá Tierra baja. En 1923 llega a California y, tras breves apariciones en el cine mudo, junto a Rodolfo Valentino o Pauline Frederick el 19 de julio de 1930 firma con Fox un contrato de un año. En las dos décadas siguientes trabaja intensamente, tanto en los estudios de Hollywood, México o España. En ese periodo participa en películas interpretadas por Buster Keaton, como Estrellados (1930) o la versión española de Free and easy (1930), la mexicana Nostradamus (1937) o La vida secreta de Marco Antonio y Cleopatra» (1947), donde el cordobés interpretó a Septimio, entre los más de ochenta largometrajes en los que participó.
Drácula se rodó durante la filmación de su versión norteamericana, aprovechando las noches cuando los decorados quedaban libres, y utilizando parte del metraje diurno. La versión inglesa estaba dirigida por Tod Browning y el papel del vampiro estaba interpretado por Béla Lugosi. Aunque con un presupuesto mucho menor, la versión que en castellano dirigió George Melford, y protagonizó Carlos Villarías junto a la estrella mexicana Lupita Tovar, es considerada superior en muchos aspectos técnicos.

### Muerte
El 27 de abril de 1976, Villarías falleció en Los Ángeles, California, a los 83 años de edad.